# Bucegi-Gebirge

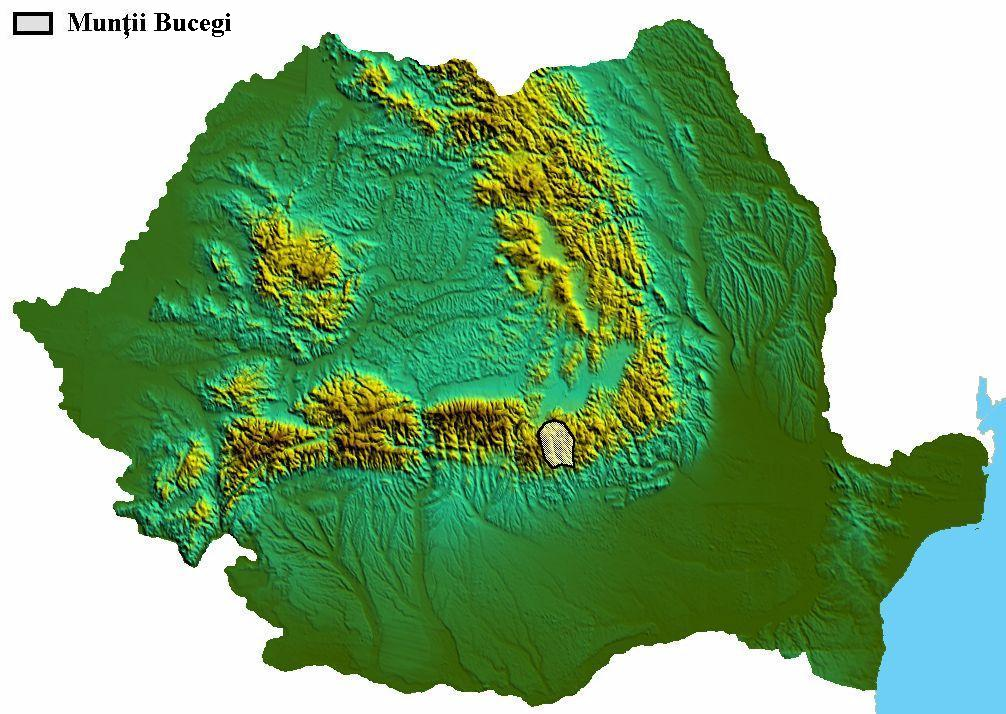
Die Lage des Bucegi-Gebirges in Rumänien

3D-Animation

Das Bucegi-Gebirge (deutsch Butschetsch-Gebirge bzw. der Butschetsch, rumänisch Munții Bucegi [ˈmunt͡si buˈt͡ʃed͡ʒʲ], ungarisch Bucsecs-hegység) liegt südlich der Stadt Brașov (Kronstadt) am östlichen Rand der Südkarpaten in Rumänien. Es erstreckt sich hufeisenförmig südöstlich von Bran (Törzburg). Der höchste Gipfel des Gebirges ist die 2507 m hohe Omu-Spitze (Omul).

## Tourismus
Das gut erschlossene Gebirge mit einer Fläche von etwa 300 Quadratkilometern besitzt zahlreiche Berghütten und in der Umgebung des Kurortes Sinaia zahlreiche Seilbahnen und Skilifte. Neben dem Skifahren werden Aktivitäten wie Alpinismus, Sportklettern und Mountainbiking betrieben. Der Norden des Bucegi-Gebirges, einschließlich des Omul, ist als Nationalpark geschützt. Weiterhin ist das Gebirge für seine interessanten Felsformationen bekannt. Nennenswert sind dabei in erster Linie die Babele (Großmütter) und Bucegi-Sphinx.
In unmittelbarer Nähe der Caraiman-Spitze – einem der höchsten Gipfel im Gebirgsmassiv – befindet sich das insgesamt 39,3 Meter hohe Caraiman-Kreuz (Crucea Caraiman, Crucea Eroilor oder auch Crucea Eroilor Ceferiști ⊙), ein Denkmal, das zwischen 1926 und 1928 errichtet wurde. Das Monument ist nach unterschiedlichen Angaben den gefallenen Soldaten aus dem Prahova-Tal im Ersten Weltkrieg, oder, da es am 14. September 1928 eingeweiht wurde, der Kreuzerhöhung (Ziua Sfintei Cruci),  gewidmet. Zur Zeit der Sozialistischen Republik sollten die Seitenarme des Kreuzes abgebaut, und ein roter Stern aufgesetzt werden. Das Baudenkmal steht unter Denkmalschutz.

## Fauna
Das Gebirge ist Lebensraum für eine Vielzahl an Tieren. Unter anderem zu nennen sind Bären, Füchse, Hirsche, Luchse und Wildschweine. Erwähnenswerte Vogelarten sind außerdem Steinadler, Gänsegeier, Auerhühner oder der Kolkrabe. In den Gewässern sind Forellen, Döbel und Barben heimisch.

## Die Bucegi-Leaota-Piatra Craiului-Gebirgsgruppe
Das Bucegi-Gebirge ist Teil der sogenannten Bucegi-Leaota-Piatra Craiului-Gruppe, einer von vier bedeutenden Gebirgsgruppen in den Südkarpaten. Von den vier Hauptgruppen befindet sie sich am östlichsten und ist wie folgt gegliedert: Das Bucegi-Gebirge (höchster Gipfel: Omu-Spitze mit 2507 m), das Leaota-Gebirge (höchster Gipfel: Leaota-Spitze mit 2133 m) und das Piatra-Craiului-Gebirge/Königssteingebirge (höchster Gipfel: La Om-Spitze mit 2238 m). Hinzu gehört auch das Rucăr-Bran-Hochland.

## Transport
| Wichtigste Transportmittel mit Zugang zum Bucegi-Gebirge | Wichtigste Transportmittel mit Zugang zum Bucegi-Gebirge | Wichtigste Transportmittel mit Zugang zum Bucegi-Gebirge | Wichtigste Transportmittel mit Zugang zum Bucegi-Gebirge | Wichtigste Transportmittel mit Zugang zum Bucegi-Gebirge |
| Typ                                                      | Route                                                    | Länge in Meter                                           | Höhen- unterschied in Meter                              | Kapazität Pers./Stunde                                   |
| -------------------------------------------------------- | -------------------------------------------------------- | -------------------------------------------------------- | -------------------------------------------------------- | -------------------------------------------------------- |
| Seilbahn                                                 | Sinaia – Cota 1.400                                      | 2.300                                                    | 591                                                      | 300                                                      |
| Seilbahn                                                 | Cota 1.400 – Cota 2.000                                  | 1.850                                                    | 610                                                      | 280                                                      |
| Seilbahn                                                 | Bușteni – Babele                                         | 4.125                                                    | 1.230                                                    | 180                                                      |
| Seilbahn                                                 | Babele – Hotel Peștera                                   | 2.545                                                    | 560                                                      | 120                                                      |
| Sesselbahn                                               | Cota 1.400 – Furnica                                     | 1.860                                                    | 560                                                      | 200                                                      |
| Sesselbahn                                               | Valea Dorului (Dorului-Tal)                              | 846                                                      | 231                                                      | 280                                                      |

## Bildergalerie

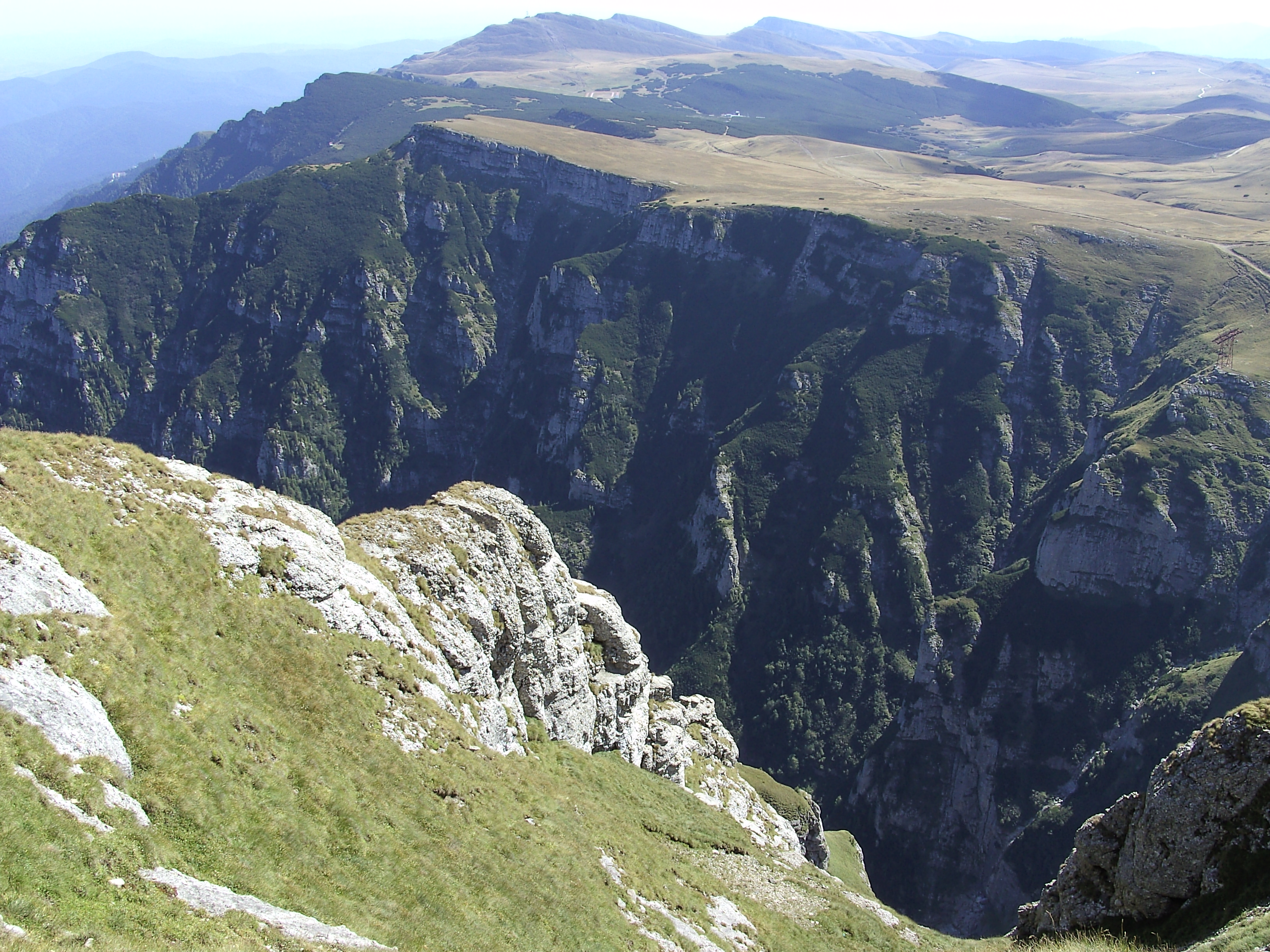
Jepii Mici-Spitze (2143 m)
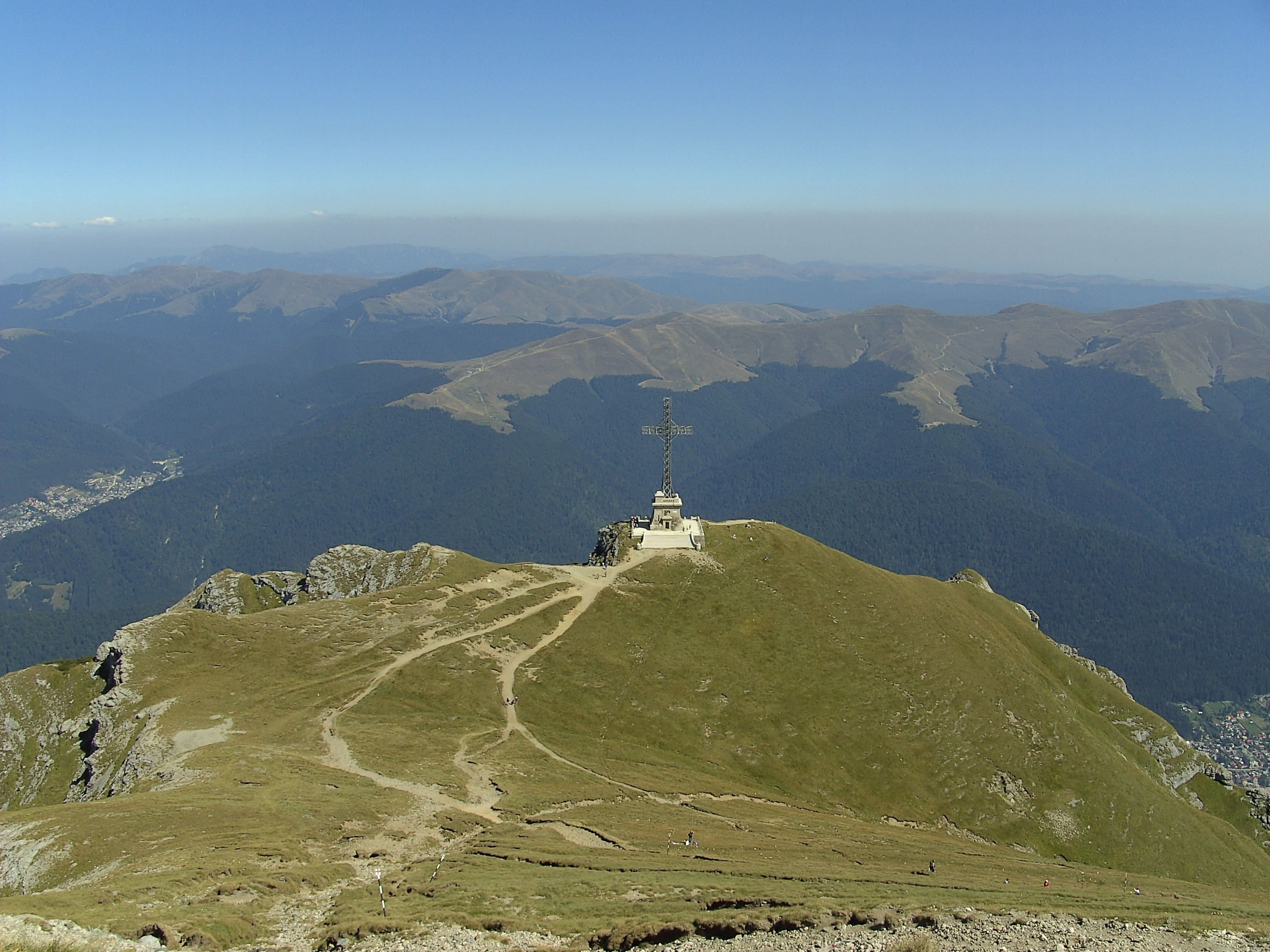
Blick von der Caraiman-Spitze (2384 m)
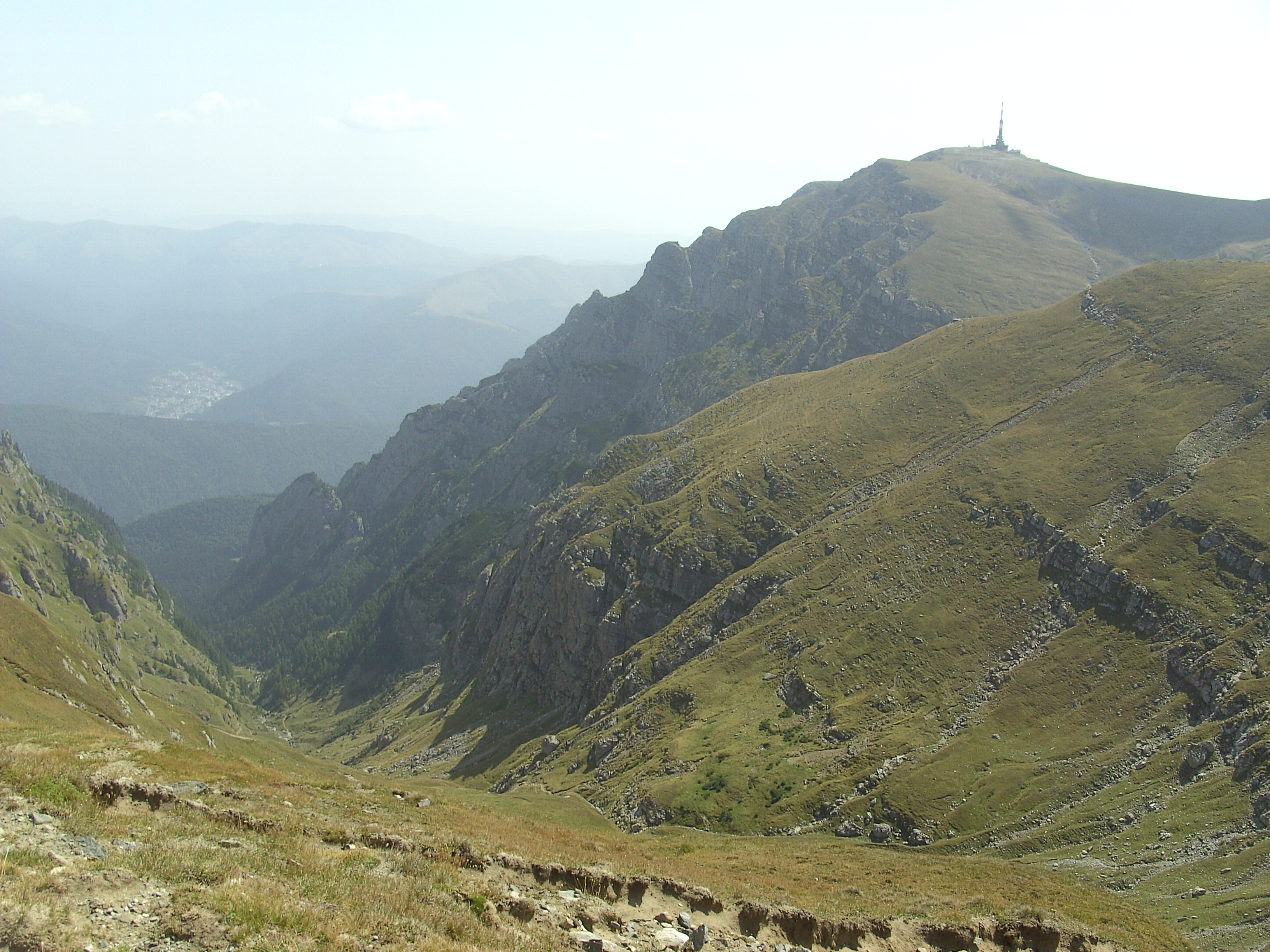
Coștila-Spitze (2490 m)
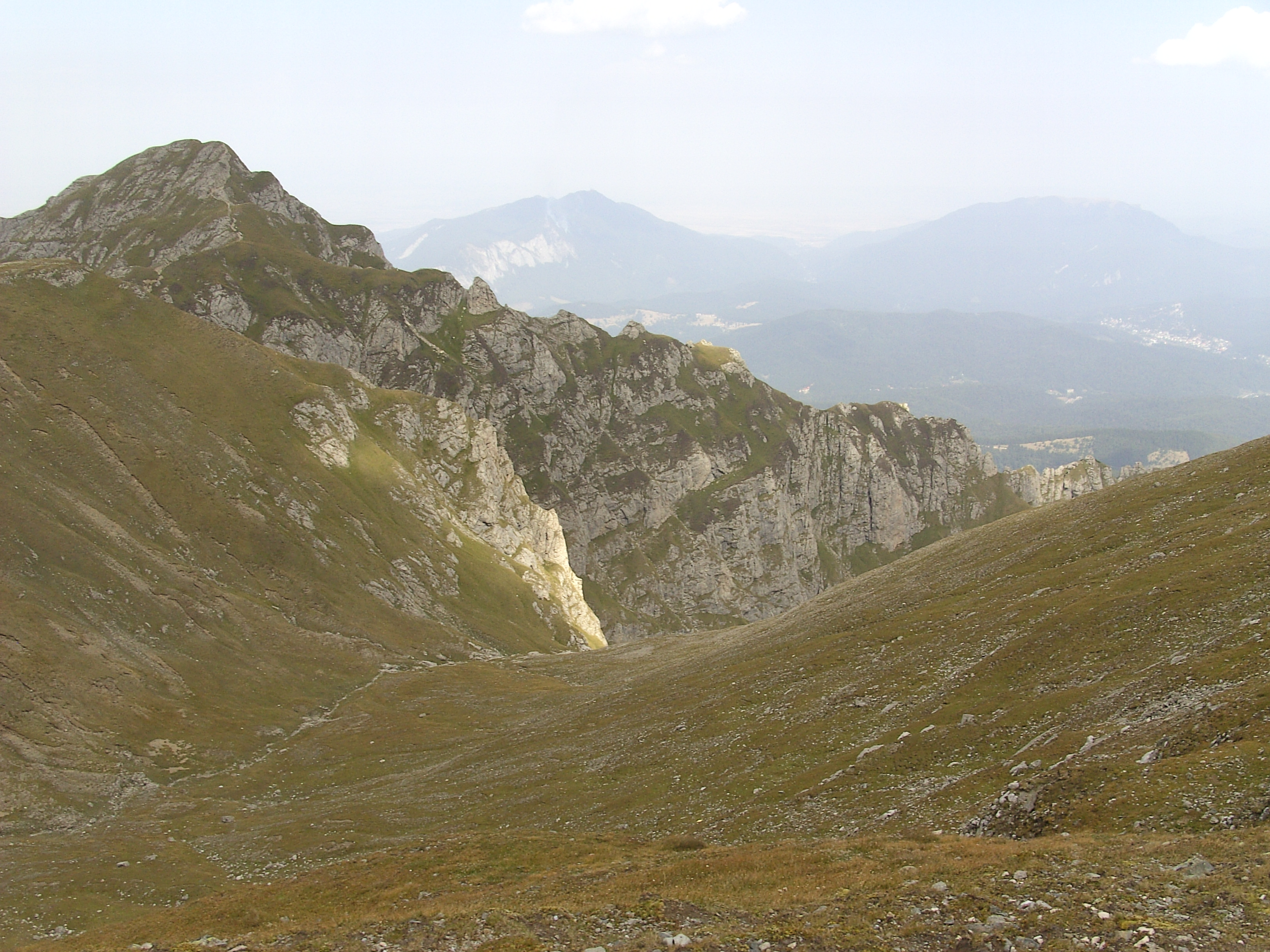
Bucșoiu-Spitze (2492 m)